# 天主教基輔-日托米爾教區
天主教基輔-日托米爾教區（拉丁語：Dioecesis Kioviensis-Zytomeriensis）是羅馬天主教在烏克蘭的一個教區，屬利沃夫總教區。
教區範圍包括基輔州、切爾卡瑟州、日托米爾州和切爾尼戈夫州，教座位於日托米爾。2009年有教友250,000人，佔轄區總人口3.1%。教區下轄154個堂區，有130名司鐸。現任主教為維大理·克爾維齊基，輔理主教為亞歷山大·亞茲洛韋茨基，榮休主教為若望·普爾溫斯基。
日托米爾及基輔原來是兩個獨立的教區，成立於1321年。1638年基輔-切爾尼戈夫教區成立，1778年雙雙被撤銷。1798年8月8日新恢復的日托米爾和基輔兩個教區被併入盧茨克暨日托米爾教區。1925年10月28日日托米爾教區恢復，但1926年起主教之位懸空到1991年。1998年11月25日易名至今。